# Heilige Familie (Lörrach)

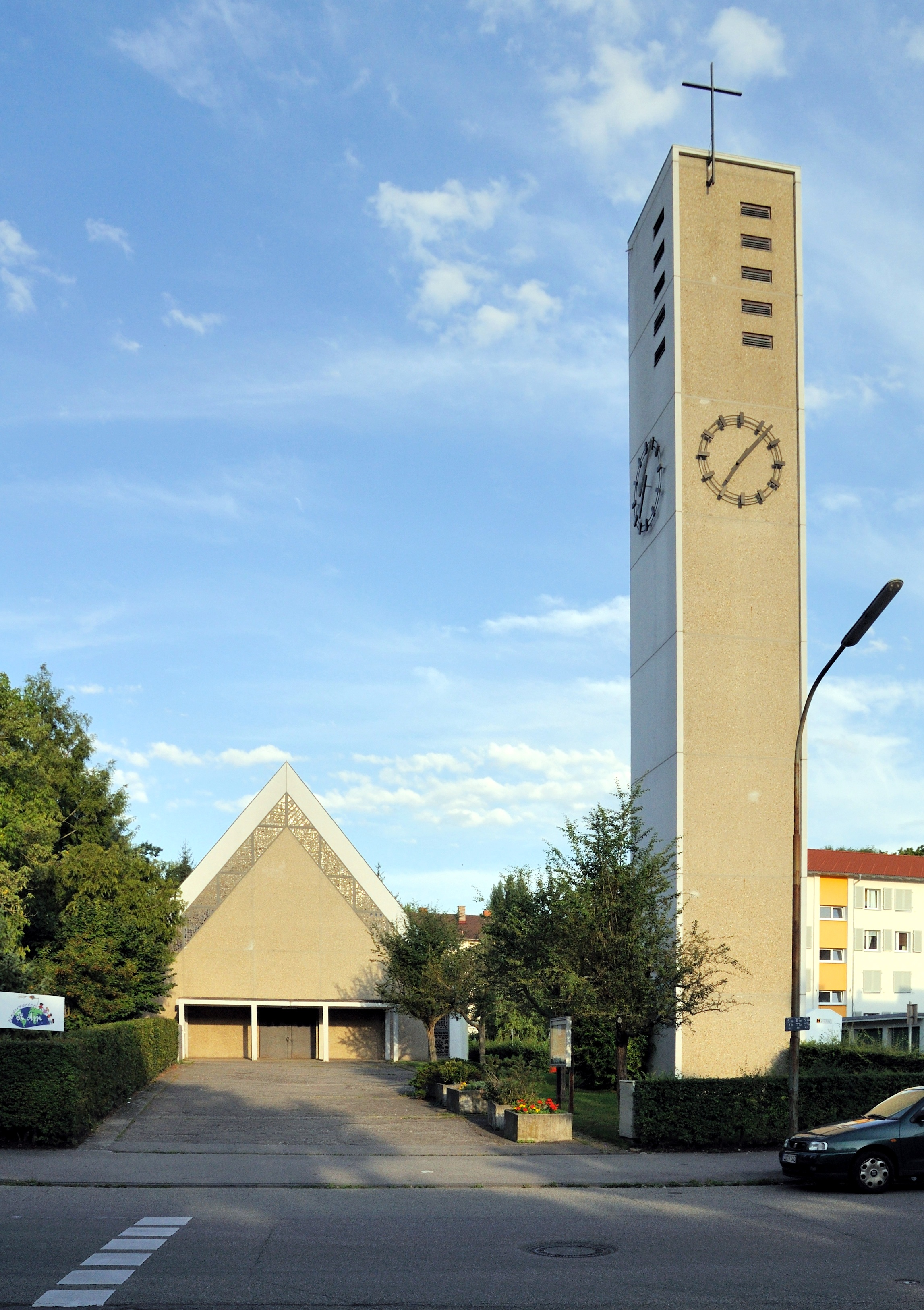
Heilige Familie

Die Kirche Heilige Familie im Lörracher Stadtteil Stetten war eine moderne römisch-katholische Kirche unter dem Patrozinium der Heiligen Familie. Die Filialkirche der Fridolins-Pfarrei wurde in den Jahren 1965 bis 1967 errichtet und im Jahre 2016 profaniert.

## Geschichte
Durch die rasche Einwohnerentwicklung Stettens wandte sich Pfarrer Knebel von der Pfarrei St. Fridolin am 18. November 1957 an das Erzbischöfliche Ordinariat Freiburg mit der Bitte, den Neubau einer Kirche zwischen der Wiesentalbahn und der Wiese zu prüfen. Am 28. September 1964 wurde dafür die Erlaubnis erteilt, so dass am 7. November 1965 der Grundstein für die neue Filialkirche in der Neumattsiedlung gelegt werden konnte. Der Bau wurde 1966 fertiggestellt; ihre kirchliche Weihe erfuhr die Kirche am 30. April 1967 durch den Weihbischof Karl Gnädinger.

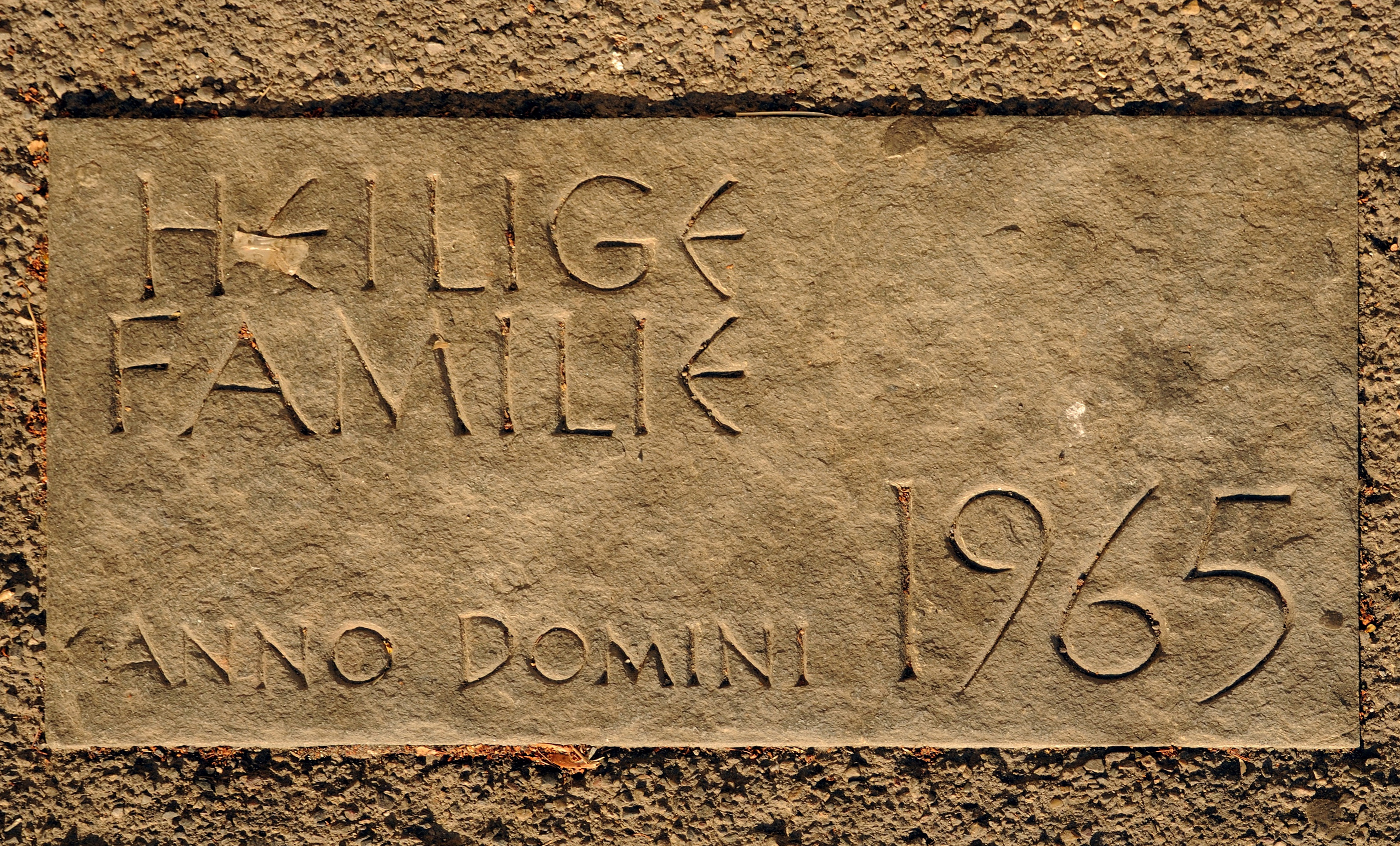
Gründungsstein

Das vom Architekten Wilhelm Frank schlicht gestaltete Bauwerk war der erste Kirchenbau der Erzdiözese Freiburg, der in Fertigteil-Bauweise errichtet wurde. Frank entwarf insgesamt 16 dieser Bauten, die in Schwieberdingen gefertigt worden waren. Die Kosten des Rohbaus in Stetten betrugen 430.000 Mark.
Im September 1988 entstand während einer Reise der Pfarrei durch Irland die Idee, einen Verein zu gründen, um für die Kirche eine Orgel anzuschaffen. Bereits im Dezember 1988 holte man ein erstes Angebot bei der Firma Johannes Klais Orgelbau ein. Für die Orgel mit zehn Registern erging ein Angebot über 160.968 DM. Weitere Angebote anderer Orgelbauer beliefen sich auf weit über 200.000 DM, so dass die Firma Klais den Zuschlag bekam. Am Palmsonntag, dem 9. April 1995, wurde die neue Orgel geweiht und durch ein Konzert feierlich der Öffentlichkeit vorgestellt.
Seit 2009 werden in der Kirche Heilige Familie aufgrund rückläufiger Besucherzahlen keine Gottesdienste mehr gefeiert. Seither verhandelte die Pfarrgemeinde um eine adäquate Nachnutzung. Seit April 2013 feiert vorübergehend für zwei Jahre die Evangelische Johannesgemeinde ihre Gottesdienste. Da sich kein nachhaltiger Mieter für das größtenteils leerstehende Objekt finden konnte, hat die Erzdiözese Freiburg 2016 bereits einen Antrag zum Abbruch der Kirche gestellt. Anstelle der Kirche soll eine Gemeinschaftsunterkunft für Flüchtlinge und Asylbewerber entstehen.
Am 17. Oktober 2016 wurde die Kirche durch Entnahme der Reliquie profaniert. Das Kircheninventar wurde entfernt und Glocken wie auch Orgel sind an einen anderen Ort gebracht worden. Seither stehen die denkmalgeschützte Kirche sowie das 18 ar große Grundstück zum Verkauf.

## Beschreibung

### Bauwerk

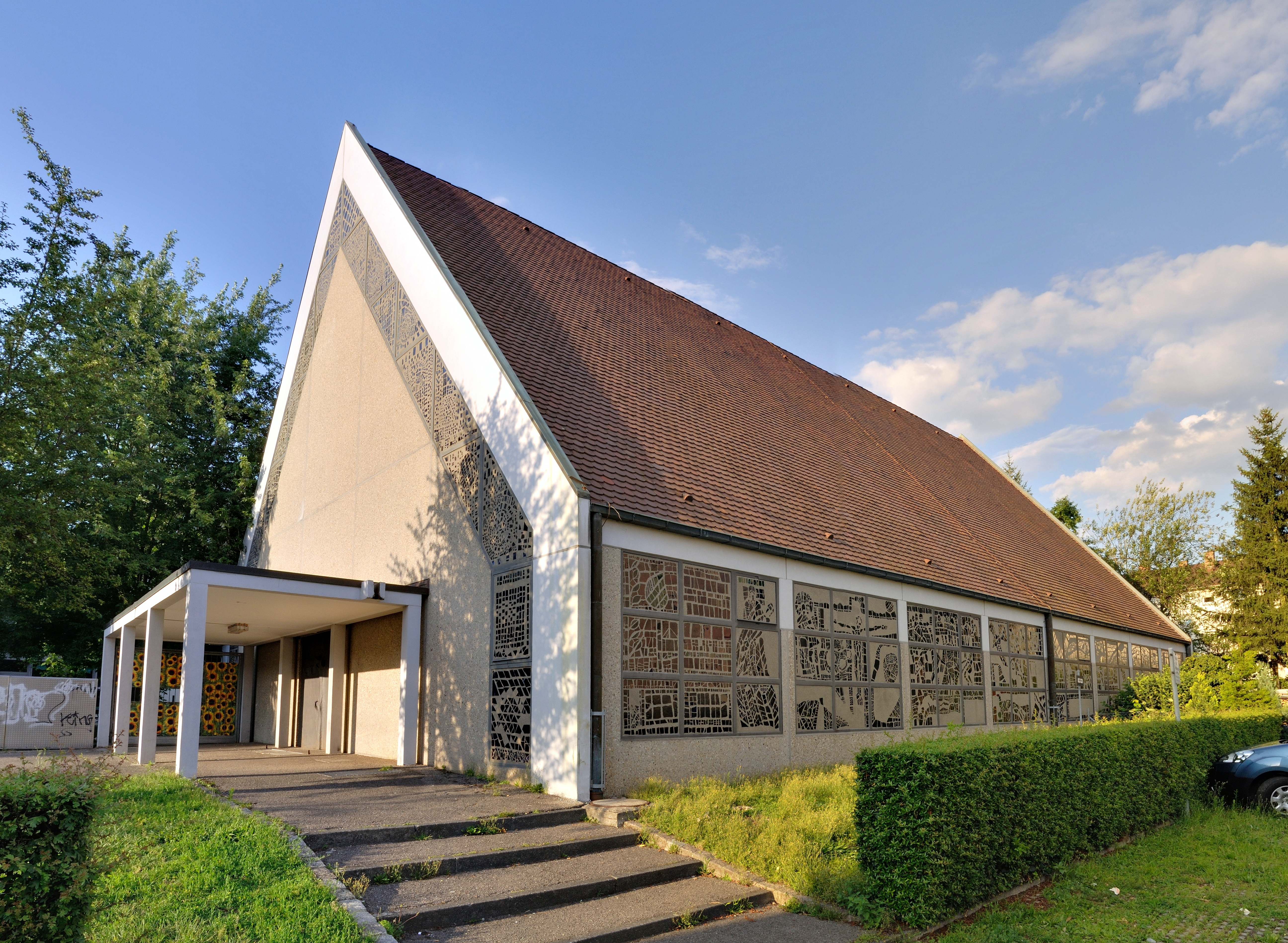
Langhaus

Die Kirche besteht aus zwei Baukörpern und steht inmitten eines Wohngebietes im südwestlichen Teil von Stetten. Die Saalkirche mit Satteldach ist weit von der Straße zurückgesetzt, nach Norden ist rechtwinklig ein niedrigerer Trakt angefügt, in dem sich die Sakristei befindet. Separat davon etwas vorgelagert zur Straße hin steht ein quaderförmiger Glockenturm aus Sichtbeton umsäumt von einem rechteckigen Rasenstück. Der Zugang zur Saalkirche bildet einen kleinen Vorplatz. Der etwa 24 Meter hohe Turm trägt auf seiner Stirnseite ein schlichtes Metallkreuz an der Spitze. Die oberen Geschosse, in denen sich der Glockenstuhl befindet, weisen fünf kleine, schartenartige Schallöffnungen auf. Jede der vier Seiten trägt ein aus Metall bestehendes Zifferblatt der Turmuhr.
Die Kirche Heilige Familie weist eine baulich starke Ähnlichkeit zur Kirche St. Johannes Evangelist in Niederstetten auf.

### Ausstattung
Das zweiflügelige Portal aus Rohgusseisen stellt die zwölf Tore des Himmlischen Jerusalems dar. Es sowie der Hochaltar und Ambo aus Muschelkalk, das große Kruzifix über dem Altar aus Bronzeguss und das Sakramentshaus stammen vom Ravensburger Künstler Josef Henger. Der Taufstein wurde vom Lörracher Matthias Buchhaas geschaffen.
Der Kirchenraum mit etwa 350 Sitzplätzen wird durch die Fenster erhellt, deren 120 Quadratmeter große Farbverglasungen vom Künstler Emil Wachter geschaffen wurden. Sie zeigen Bilder aus dem Neuen Testament. An der Altarwand beginnt die Darstellung mit dem Leben Jesu und endet mit der Passion. An der Nordseite hängt ein quadratisches Pfingstbild.

### Glocken und Orgel

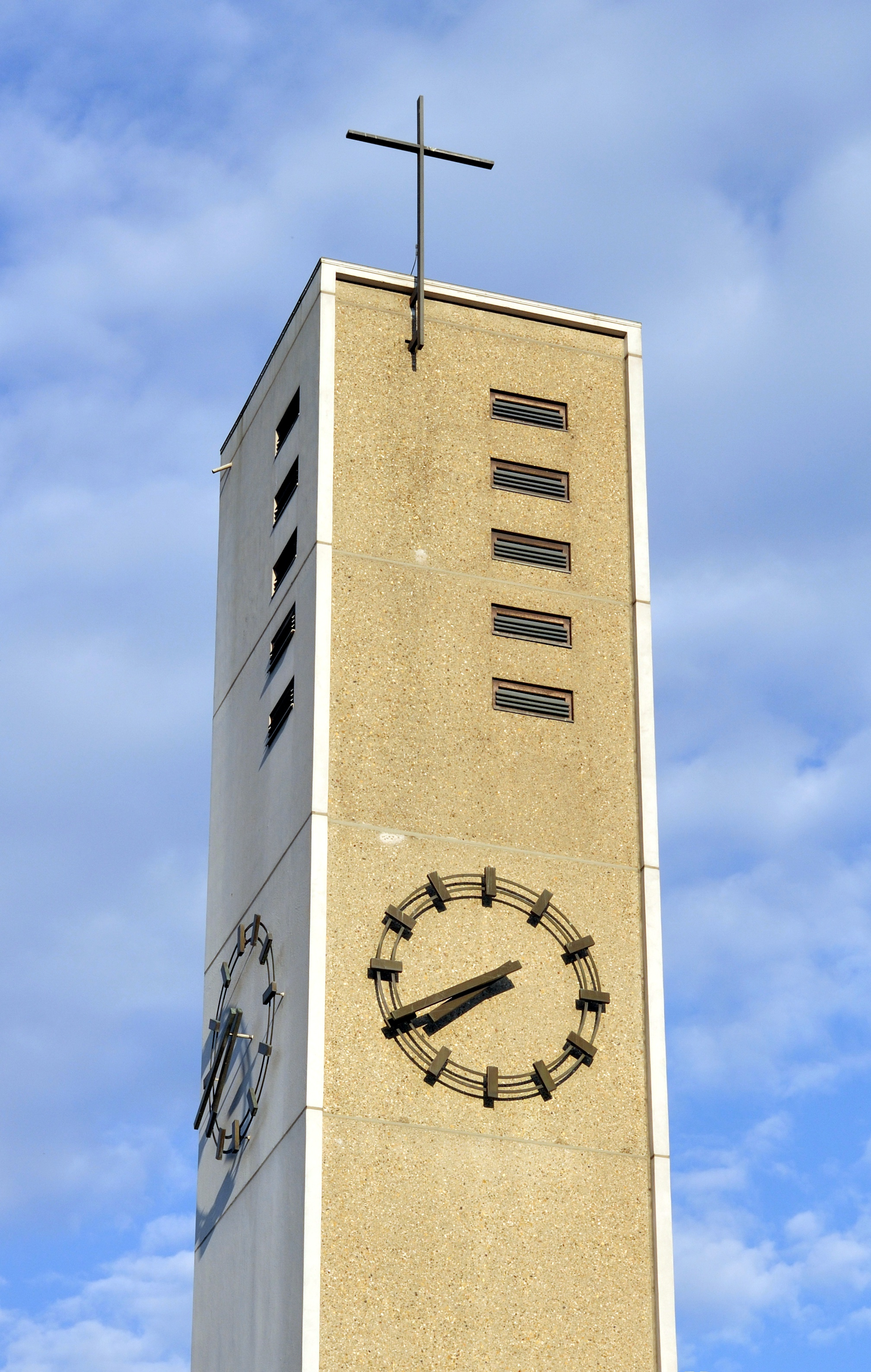
Glockenturm

Das dreistimmige Geläut der Kirche, das von der Gießerei Friedrich Wilhelm Schilling stammt, ist auf die Schlagtöne fis′, a′, h′ gestimmt.
Die 1995 eingebaute Orgel der Firma Klais mit zwölf klingenden Registern auf einem Manual hat folgende Disposition:
| Manual C–g3  |        |
| Salicet      | 8′     |
| Copula       | 8′     |
| Flauttravers | 8′     |
| Principal    | 4′     |
| Rohrflöte    | 4′     |
| Quinte       | 2 ⁄3′  |
| Doublette    | 2′     |
| Terz         | 1 3⁄5′ |
| Mixtur III   | 1′     |
| Cromorne     | 8′     |
| Trompete     | 8′     |

| Pedal C–f1 |     |
| Subbass    | 16′ |
| Octavbass  | 8′  |

Als Spielhilfen wirkt eine Pedalkoppel über der Mechanik und die Verschiebung der Bass- bzw. Diskantteilung von h/c1 nach c1/cs1.